# Sabicea caminata
Sabicea caminata är en måreväxtart som beskrevs av Nicolas Hallé. Sabicea caminata ingår i släktet Sabicea och familjen måreväxter.
Artens utbredningsområde är Gabon. Inga underarter finns listade i Catalogue of Life.